# Дејвид Рикардо
Давид Рикардо (енгл. David Ricardo; Лондон, 19. април 1772 — Лондон, 11. септембар 1823) био је британски економиста, коме је често приписивана заслуга да је систематизовао економику и један од најутицајнијих класичних економиста. Такође је био успешан пословни човек, финансијер и шпекулант, и стекао је значајно богатство.

### Лични живот
Давид Рикардо је рођен у Лондону, као треће од седамнаесторо деце у сефардској Јеврејској породици, која је емигрирала из Холандије у Енглеску мало пре његовог рођења. Са 14 година, Рикардо се придружио оцу на Лондонској берзи.
Рикардо је одбацио ортодоксна јеврејска веровања своје породице и побегао са квекерком, Присилом Ен Вилкинсон, кад је имао 21 годину. Његов отац је био толико несрећан због овога, да се одрекао Давида и никада више није проговорио са њим. Отприлике у исто време Рикардо је постао унитаријанац.
Рикардо је на берзи стекао прилично богатство, што му је омогућило да се пензионише из посла 1814, када му је било 42 године. Тада се преселио у Гатком Парк и купио имање у Глостерширу.
Године 1819, Рикардо је постао члан Британског парламента, као представник Портарлингтона, општине у Ирској. Био је члан парламента све до своје смрти. Као члан парламента, Рикардо се залагао за слободну трговину и укидање житних закона.
Умро је у Гаткомб Парку када је имао 51 годину.
Рикардо је био близак пријатељ Џејмса Мила, који га је охрабривао у политичким амбицијама и писању о економији. Међу осталима, пријатељи су му је били Томас Малтус, чије идеје о расту становништва је прихватио и Џереми Бентам.

### Идеје
Рикардо се заинтересовао за економију након што је прочитао Богатство народа Адама Смита 1799. године. On je naписао је свој први економски чланак са 37 година, прво у The Morning Chronicle заговарајући смањење издавања новчаница Енглескe банкe, а затим је објавио чланак 1810. године о високој цени полуга, као виду доказа депресијације новца. Такође је био аболициониста, говорећи на састанку Суда Источноиндијске компаније у марту 1823, где је рекао да сматра да је ропство мрља на карактеру нације.
Неке од његових публикација су:
- Висока цена злата, доказ о депресирању банкнота (1810), где се залаже за усвајање металне валуте
- Есеј о утицају ниске цене жита на профите акција (1815), где је тврдио да би укидање житних закона водило редистрибуцији богатства ка продуктивним члановима друштва (на штету рентијера)
- Принципи политичке економије и опорезивања (1817), анализа која закључује да земљишна рента расте како се становништво увећава. Овде је такође предложио теорију компаративних предности, која је показала да све земље могу имати користи од слободне трговине, чак иако су мање ефикасне у производњи свих врста робе од својих трговинских партнера.

Друге идеје које се везују за Рикарда су:
- Рикардијанска једнакост, идеја која тврди да под одређеним околностима избор владе да плати за потрошњу користећи било порезе, било дефицитарну потрошњу може бити без утицаја на економију.
- Гвоздени закон о најамнинама, који тврди да ће реални доходак радника остати близу нивоа опстанка, упркос било којим покушајима да се најамнине подигну.

## Теорија компаративних предности
А. Смит је у теорији апсолутних предности доказао да се исплати специјализација и извоз робе која се у земљи производи ефикасније него у иностранству. Рикардо поставља питање шта би се догодило кад би једна земља имала апсолутну предност у производњи свих производа?
Претпоставке ове теорије су:
- разматрају се два производа
- размена се обавља између два производа
- постоје стални трошкови производње
- једноличан је састав капитала
- занемарију се транспортни трошкови
- апстрахује се новац као средство размене

Теорија компаративних предности настоји да објасни структуру међународне размене. Бави се одређивањем добара које ће нека земља учесница спољашње трговине извозити и увозити у одређеном тренутку. Постоје две су верзије теорије компаративних предности које доминирају у развоју савремене теорије.
Рикардо разлоге специјализације и размене види у различитој продуктивности производних фактора. Ово је начело формулисао 1817. године Дејвид Рикардо на моделу две земаље које производе два иста производа с различитим трошковима производње. Претпоставио је за разлику од Смита да једна од две земље има апсолутну предност у производњи оба производа. Према том начелу свака земља ужива корист ако се специјализује за производњу и извоз оних добара које може произвести уз релативно ниже трошкове.
Рикардо је сматрао како је трговина међу земљама одређена оним у чему је свака земља релативно боља. Рикардо истиче да исто правило, које руковиди релевантном вредношћу робе у једној земљи, не руководи релативном вредношћу робе која се замењује између две земље или више њих у систему потуно слободне трговине. На пример количина вина коју Португалија мора добити у замену за енглеско платно, није одређена односним количинама рада уложеним у једну или другу робу, као што би то било кад би оне биле произведене у Енглеској или Португалији. На примеру трговине ове две земље и два производа Рикардо доказује да би било добро за Португалију да извози вино у замену за платно, чак и у случају да се платно може производити у Португалији уз мања улагања него у Енглеској.
Дејвид Рикардо написао је „Начела политичке економије и опорезивања” 1817. године. Посвећује се питању расподеле богатства, а не његовог стварања, сматрајући да је Смит сасвим добро решио проблем стварања богатства. Рикардо заступа радну теорију вредности. Роба, ако је корисна, добија прометну вредност из два разлога: њена реткост и количина рада која је потребна за њену производњу.

## Утицај и интелектуално наслеђе
Идеје Дејвида Рикарда имале су огроман утицај на каснији развој економије. Амерички економисти рангирају Рикарда као другог најутицајнијег економског мислиоца, иза Адама Смита, пре двадесетог века.

### Рикардијански социјалисти
Рикардови списи су фасцинирали бројне ране социјалисте током 1820-их, који су сматрали да његова теорија вредности има радикалне импликације. Они су тврдили да, с обзиром на радну теорију вредности, рад производи целокупан производ, а профит који капиталисти добијају резултат је експлоатације радника.. Међу њима су Томас Хоџскин, Вилијам Томпсон, Џон Франсис Бреј и Перси Рејвенстон.

#### Неорикардијанска теорија трговине
Инспирисан Пјером Срафом, појавила се нова струја теорије трговине и названа неорикардијанска теорија трговине. Главни доприносиоци су Ијан Стидман и Стенли Метлалф. Они су критиковали неокласичну теорију међународне трговине, односно Хекшер–Олинов модел на бази тога да појам капитала као примарног фактора нема метод за његово мерење пре одређивања профитне стопе (стога је разматрање заробљено у логичком зачараном кругу). Ово је био други део Кембриџшке контроверзе о капиталу, овога пута у пољу међународне трговине. Депортер и Равикс сматрају да неорикардијански допринос остао без ефективног утицаја на неокласичну теорију трговине, јер није могао да понуди „истински алтернативни приступ са класичне тачке гледишта.“

#### Теорија еволуционог раста
Из неорикардијанске школе је изникло неколико препознатљивих група. Једна је теорија еволуционог раста, коју су развили Луиђи Пасинети, Ј.С. Меткалф, Пјер Паоло Савиоти, и Коен Френкен и други.
Пасинети је тврдио да потражња за било којом робом долази до ступња стагнације и често опадања, те да је увођење нових роба (роба и услуга) неопходно је да би се избегла економска стагнација.